# Snub (Band)
Snub war eine englische Metalcore-, Alternative- und Nu-Metal-Band aus Bournemouth, die 1995 gegründet wurde und sich, nachdem sie mit Unterbrechungen aktiv war, ca. 2008 auflöste.

## Geschichte
Die Band wurde im März 1995 von dem Gitarristen Ian Field-Richards und dem ehemaligen Embalmed-Bassisten Martin Jeffery gegründet. Ergänzt wurde die Besetzung durch den Sänger Lewis Curd und den Schlagzeuger Luke Duffield. Im Mai 1996 erschien das Demo Word of Mouth, worauf der Sänger James „Choff“ Iaciofano und der Schlagzeuger Vincent Edmonds, welcher ebenfalls bei Embalmed tätig war, als neue Mitglieder enthalten sind. Nachdem im September sechs Lieder für das Demo Red Rum aufgenommen worden waren, wurde im März 1997 das Demo Zero Tolerance aufgenommen, das aus fünf Songs besteht. Im September stieß mit dem ehemaligen Embalmed-Mitglied Simon Smith ein zweiter Gitarrist zur Besetzung. Nachdem im November ein Plattenvertrag bei Copro Records unterzeichnet worden war, wurde im April 1998 die EP 360 Degree Conviction veröffentlicht. Es folgten Auftritte in Großbritannien zusammen mit Stampin’ Ground,, Medulla Nocte, den Misfits, Earth Crisis, Turmoil, Iron Monkey, Cynical Smile, GF.93, SikTh, Napalm Death, Kill II This, Earthtone9 und One Minute Silence. Im Januar 2000 verließ Field-Richards die Besetzung und wurde durch den Gitarristen Marcus Diffey ersetzt. Es folgten Auftritte als Vorgruppe für Misery Loves Co., eine Tour durch Großbritannien mit Tribute to Nothing sowie im April das Debütalbum Memories in Richter, das von Dave Chang produziert worden war. Im Juni verließ Diffey die Besetzung und wurde acht Wochen später durch Austin „Oz“ Brooks-Thomas ersetzt. Ende März 2001 verließen Edmonds, Smith und Brooks-Thomas die Band, was zunächst die Auflösung von Snub bedeutete. Im Oktober fand sich die Gruppe jedoch wieder zusammen und nahm im Dezember die EP The Harvest auf, die im Mai 2002 erschien. Hierauf besteht die Band neben dem Sänger Iaciofano und dem Bassisten Martin Jeffery aus dem Gitarristen Martyn Aslett und dem Schlagzeuger Luke Duffield, welcher der bereits in den Anfangstagen der Gruppe diesen Posten besetzt hatte. 2004 erschien das Album Why Build Bridges When You Can Burn Them in Eigenveröffentlichung. Die Gruppe löste sich im Juli des Jahres auf. 2008 wurde die Band neu gegründet, jedoch kam es schon bald wieder zur Auflösung.

## Stil
Christian Graf schrieb in seinem Nu Metal und Crossover Lexikon, dass die Band bis zum Frühjahr 1996 Metalcore spielte. 360 Degree Conviction biete eine angriffslustige Mischung aus Metal, Punk und Hardcore Punk. Joel McIver gab in seinem Buch The Next Generation of Rock & Punk Nu Metal an, dass die Band eine Mischung aus Hardcore Punk und Metal spielt. Auf Rate Your Music wurde die Musik dem Alternative- und Nu-Metal zugeordnet.

## Diskografie
- 1996: Word of Mouth (Demo, Eigenveröffentlichung)
- 1996: Red Rum (Demo, Eigenveröffentlichung)
- 1997: Zero Tolerance (Demo, Eigenveröffentlichung)
- 1998: 360 Degree Conviction (EP, Copro Records)
- 2000: Memories in Richter (Album, Copro Records)
- 2002: The Harvest (EP, Copro Records)
- 2004: Why Build Bridges When You Can Burn Them (Album, Eigenveröffentlichung)